# Gyopáros Alpár
Gyopáros Alpár (Szombathely, 1978. május 15. –) magyar politikus, 2006 óta Győr-Moson-Sopron megye (később vármegye) 3. választókerületének FIDESZ-KDNP-s országgyűlési képviselője. 

## Életpályája
Felsőfokú tanulmányait a Berzsenyi Dániel Főiskolán végezte, ahol 2000-ben történelem tanári és európai tanulmányok szakon diplomázott. 2000-2001-ben a Wokingham-Bracknell College nyelvtanulója volt az Egyesült Királyságban. 2003-ban angol nyelvből felsőfokú C típusú nyelvvizsgát tett. 2005-ben felsőfokú EU-projektmenedzser képesítést szerzett a Nyugat-magyarországi Egyetemen.
2001-ben lett az Ifjúsági és Sportminisztérium háttérintézménye, a Mobilitás nemzetközi pályázatokért és képzésekért felelős munkatársa. Feladata volt az Európai Unió YOUTH programjának népszerűsítése, a programmal kapcsolatos tanácsadás, képzés. Ez idő alatt számos hazai és nemzetközi képzés résztvevője illetve felelőse. Szakterülete volt a hátrányos helyzetű (elsősorban az elzárt vidéki kistelepülésen élő) fiatalok bevonása nemzetközi projektekbe. 2004-től a csornai Arany János Gyógypedagógiai Intézmény projektmenedzsere. 2006 és 2010 között Csorna Város alpolgármestere, a Győr-Moson-Sopron Megyei Közgyűlés, illetve a megyei önkormányzat Külkapcsolati és Idegenforgalmi Bizottságának, illetve a Mosonmagyaróvári Nagytérségi Hulladékgazdálkodási Társulás Tanácsának tagja volt. 2007–2011 között a Regionális Munkaügyi Tanács tagja volt a megyei kistérségi társulások delegáltjaként. 2008-tól a Győr-Moson-Sopron Megyei Szakképzés-szervezési Társulás tanácsának alelnöke, 2009-től elnöke volt 2010-ig.
2000 óta a Fidelitas, 2002 nyara óta a Fidesz csornai csoportjának tagja. 2003-tól dr. Áder János, a térség országgyűlési képviselőjének választókerületi titkára, ez évtől a párt választókerületi tanácsának tagja. 2004-től a helyi Fidesz-alapszervezet alelnöke, 2007-től elnöke. Tíz választáson (a 2004. és a 2009. évi EP-választáson, a 2005. és a 2008. évi népszavazáson, a 2006. és 2010. évi országgyűlési, a 2006. és 2010. évi önkormányzati választásokon, a 2007. évi csornai időközi önkormányzati és a 2009. évi csornai időközi országgyűlési választásokon) dolgozott a Fidesz Győr-Moson-Sopron megyei 5. sz. választókerületi kampányának vezetőjeként.
2009-től a Fidesz Győr-Moson-Sopron megyei 5. számú választókerületi tanácsának, 2012-től, a választókerületek átalakításától kezdve a Győr-Moson-Sopron megyei 3. számú választókerületi tanács elnöke.
2009-ben a Győr-Moson-Sopron megye 5. számú egyéni választókerületében azért kellett új országgyűlési képviselőt választani, mert Áder János, a térség parlamenti képviselője mandátumot szerzett a júniusi európai parlamenti választáson, és lemondott az országgyűlési képviselőségről. A 2009. évi időközi országgyűlési választáson közel 80%-os támogatottságot kapott a szavazóktól, azóta a térség országgyűlési képviselője, és a Fidesz választókerületi elnöke. A 2009. november 8-i választáson a szavazásra jogosultak mindössze 21,75 százaléka, 9820 szavazó járult az urnákhoz. A választás érvényességéhez 50 százalékos részvételi arány kellett volna. 2009. november 22-én megvolt az érvényességhez szükséges, legalább 25 százalékos részvétel, a választópolgárok 25,19 százaléka vett részt a szavazáson.
2010-ig az Országgyűlés Foglalkoztatási és Munkaügyi Bizottsága tagja. A 2010. évi országgyűlési választásokon megújította egyéni képviselői mandátumát, azóta az Európai Ügyek Bizottságának tagja, a Magyar Országgyűlés delegáltja az Európai Biztonsági és Együttműködési Szervezet Közgyűlésébe. Az Interparlamentáris Unió Albán-Magyar és a Lett-Magyar Baráti Tagozatainak elnöke, a Litván-Magyar Baráti Tagozat alelnöke. Tagja volt az Országgyűlés kolontári katasztrófát vizsgáló bizottságának.
2014-ben Győr-Moson-Sopron megyei hármas számú választókerületben Gyopáros Alpár győzött a legnagyobb különbséggel az országgyűlési képviselőválasztáson az egyéni jelöltek között.
2018-ban a Győr-Moson-Sopron megyei hármas számú választókerületben a szavazatok 64%-át begyűjtve ismét egyéni mandátumot szerzett a magyar országgyűlésben. 
2018-tól kormányzati feladatot kapott, a Miniszterelnökséghez tartozó Modern Városok Program, valamint az újonnan indult Magyar Falu Program kormánybiztosa lett. 
2022-ben újabb győzelmet aratva, közel 72%-os eredményt elérve újra országgyűlési képviselőnek választották a Csorna központú Győr-Moson-Sopron megye 3. választókörzetében. 
2023-ban Sándor Fegyir ukrán-magyar filozófust nevezték ki Ukrajna magyarországi nagykövetének, kiváltva Gyopáros Alpár nemtetszését. Az egyetemi tanár és diplomata Oroszország Ukrajna elleni inváziójakor önkéntesként csatlakozott az ukrán hadsereghez, és a kelet-ukrajnai fronton teljesített szolgálatot. A kinevezésről szóló hírhez Gyopáros Alpár, a Fidesz országgyűlési képviselője egy közösségi médiás bejegyzésben úgy reagált, hogy nem tudja elolvasni a cirill betűs nevet, majd egy kommentelő segítsége után hozzátette: „Köszönöm! Máshol mást olvastam. Ezek szerint nem magyar az ember.”
A megjegyzés jelentős közéleti vitát váltott ki, többek között a Diétás Magyar Múzsa is élesen bírálta Gyopáros Alpár kijelentését. Gyopáros erre indulatosan úgy reagált: „no lám! Íme a jó példa a tipikus bolsi eszközre. Most még csak személyeskedik, de ha tehetné, akasztana. Soha többé baloldal!” Később Gyopáros Alpár inkább eltávolította a hozzászólásait.

## Magyar Falu Program
Orbán Viktor miniszterelnök 2018 tavaszán nevezte ki Gyopáros Alpárt az újonnan indult Magyar Falu Program lebonyolításáért felelős kormánybiztosnak. A program célja az 5000 fő lélekszám alatti kistelepülések megerősítése és fejlesztése, a helyi életminőség javítása és a lakosság elvándorlásának megállítása.